# مخروط دوگان
مخروط دوگان
در مسائل بهینه‌سازی و برای مقایسه بردارها و ماتریس‌ها، در زمانی که به ابزارهای ریاضی قوی تری نیاز داریم، کاربرد فراوان پیدا میکند. در این حالت نیاز است هنگامی که مقایسه را انجام می‌دهیم، فضایی مناسب را مطرح کنیم تا مقایسه تحت آن صورت بگیرد. این فضا در مبحث بهینه‌سازی، مخروط نامیده می‌شود.

## تعریف مخروط به زبان ریاضی
مجموعه {\displaystyle {\mathit {K}}} مخروط نامیده می‌شود اگر برای هر {\displaystyle x} عضو {\displaystyle {\mathit {K}}} داشته باشیم

{\displaystyle x\in {\mathit {K}}\Rightarrow \theta x\in {\mathit {K}}}

## مخروط دوگان
اگر {\displaystyle {\mathit {K}}} یک مخروط باشد، تعریف مخروط دوگان به صورت زیر خواهد بود

{\displaystyle K^{*}=\left\{y|x^{T}y\geq 0for\;all\;x\in K\right\}}

به طور شهودی می‌توان گفت برای تصور کردن دوگان یک مخروط، کافیست خط متعامد بر هر ضلع مخروط اصلی را رسم کنیم. فضای بدست آمده همان مخروط دگان است.

## نامساوی‌های تعمیم یافته با استفاده از مخروط دوگان
فرض کنیم مخروط محدب {\displaystyle K} مناسب باشد. در این حالت می‌توان گفت مخروط دوگان آن یعنی {\displaystyle K^{*}} هم مناسب است و می‌توان نامساوی‌های تعمیم یافته را با استفاده از آن اجرا کرد.